# Джаны-Барак
Джаны-Барак (кирг. Жаңы-Барак) — село в Кара-Сууском районе Ошской области Кыргызстана. Входит в состав Ак-Ташского аильного округа.
Село образовано для переселенцев из села-экслава Барак.

## История
3 ноября 2022 года было подписано соглашение «О делимитации отдельных участков кыргызско-узбекской государственной границы между Кыргызской Республикой и Республикой Узбекистан».
6 мая 2024 года президент Кыргызстана, Садыр Жапаров во время визита в Ошскую область, принял участие в торжественной церемонии закладки капсулы времени на месте села Джаны-Барак.